# Nguyễn Hưng
Nguyễn Từ Hưng (sinh ngày 16 tháng 8 năm 1955) thường được biết đến với nghệ danh Nguyễn Hưng là một ca sĩ, vũ công người Canada gốc Việt.

## Cuộc đời
Nguyễn Hưng có mẹ là người Hà Nội, nhưng lại sinh ra và lớn lên tại Sài Gòn. Anh là con trai út của vũ sư Vũ Ánh Tuyết.
Năm 1974, Nguyễn Hưng đoạt giải Kim Khánh môn khiêu vũ Cha-cha-cha do nhật báo Trắng Đen tổ chức tại Sài Gòn. Ngoài ra, anh còn chơi trống trong ban nhạc trẻ The Radiation chuyên trình diễn trong các club Mỹ tại Sài Gòn trong hơn 2 năm.
Sau sự kiện 30 tháng 4 năm 1975, anh tham gia các đoàn xiếc Độc Lập, Bông Sen và được giáo sư Duy Tân dạy thanh nhạc. Năm 1982, anh mở lớp khiêu vũ riêng.
Năm 1992, Nguyễn Hưng được vợ bảo lãnh sang định cư tại Toronto, Canada.
Năm 1994, sau khi hát giúp vui cho một buổi tiệc ra mắt CD mới của ca sĩ Phi Phi ở Diamond Club, miền Nam California, Hoa Kỳ, anh được Tô Ngọc Thủy (giám đốc Trung tâm Thúy Nga) mời thử giọng qua sự giới thiệu của danh ca Phương Hồng Quế (trước đó Nguyễn Hưng cũng có đôi lần xuất hiện trong một số chương trình của Trung tâm Làng Văn nhưng không quá nổi bật). Anh xuất hiện lần đầu trong cuốn Paris By Night 26 quay tại Paris với bài hát "Đêm Nguyện Cầu" (Lê Minh Bằng). Và tên tuổi của Nguyễn Hưng thực sự được chú ý khi trình bày nhạc phẩm "Lầm" (Lam Phương) trong cuốn Paris By Night 28 (3 cuốn Paris By Night 26, 27 và 28 được thực hiện tại cùng một địa điểm và khoảng thời gian). Sau đó anh bắt đầu nổi tiếng với hàng loạt video hát và nhảy với Nguyễn Cao Kỳ Duyên như "Người xa người" (Trần Thiện Thanh), "Tình cho không" ("L'amour c'est pour rien", nhạc Enrico Macias, lời Việt Phạm Duy),... Cho đến tận nay, anh vẫn đều đặn tham gia các chương trình Paris by Night.
Anh được xem là một trong những ca sĩ trình bày thành công nhất những nhạc phẩm của các nhạc sĩ Lam Phương, Nhật Ngân, Lê Hựu Hà trong gian đoạn sau năm 1975.
Năm 2005, Trung tâm Thúy Nga đã phát hành riêng cho Nguyễn Hưng một cuốn DVD thu hình mang tên "Nguyễn Hưng - Dạ vũ Quốc tế".
Từ năm 2012, Nguyễn Hưng thường xuyên về nước trình diễn và tham gia các chương trình truyền hình với vai trò Khách mời cũng như Giám khảo.

## Gia đình
Dù có vẻ như là người hay vui đùa trên sân khấu, Nguyễn Hưng được xem là một người ít nói và rất nặng tình cảm gia đình, đặc biệt là với mẹ - vũ sư Ánh Tuyết. Chúng ta có thể thấy trong hầu hết các buổi phỏng vấn, anh đều dành lời cảm ơn cho mẹ trước tiên. Và trong hầu hết các live show trong nước, Nguyễn Hưng luôn làm với mong muốn là mẹ mình có thể xem mình trình diễn. Và Nguyễn Hưng cũng chịu ảnh hưởng lớn từ bà trong tư tưởng làm nghệ thuật.
Được coi là nghệ sĩ đào hoa khi rất hay trình diễn chung với các nữ ca sĩ, nhưng ngoài đời Nguyễn Hưng lại rất chung thủy với vợ. Hai người có chung với nhau ba người con: 2 trai 1 gái. Vợ anh xuất thân cũng là vũ công, từ thập niên 1990 mở một tiệm ăn mang tên "Nguyễn Hưng" ở Toronto, Canada.

## Băng, đĩa đã phát hành

### CD

#### Mưa Hồng Productions
- CD 186: Khoảng trời tôi yêu (1994)
- CD 201: Nỗi lòng người đi (1995)

#### Tú Quỳnh Productions
- CD 55: Rong rêu (1994, với Phượng Mai)

#### Người Đẹp Bình Dương Productions
- NDBDCD: Cách xa (1995, với Phương Hồng Quế)

#### Làng Văn Productions
- LVCD 225: Trọn kiếp đơn côi (1996)

#### Trung tâm Thúy Nga (*)
- TNCD 66: Lặng thầm (1994)
- TNCD 75: Duyên kiếp (1995)
- TNCD 097: Ngựa hoang (1995)
- TNCD 103: Lời tạ tình cho em (1995, với Hương Lan)
- TNCD 113: Say (1996)
- TNCD 115: Một đời yêu anh (1996, với Ái Vân)
- TNCD 133: Còn lại nỗi cô đơn (1997)
- TNCD 150: Thúy đã đi rồi (1997)
- TNCD 163: Hương (1998)
- TNCD 181: Chỉ riêng mình ta (1998)
- TNCD 197: Hãy cho tôi (1999)
- TNCD 214: Khổ vì yêu nàng (2000)
- TNCD 231: Live In Paris Vol 1 - Người yêu cô đơn (2000, với Don Hồ và Thế Sơn)
- TNCD 232: Live In Paris Vol 2 - Về đây em (2000, với Don Hồ, Thế Sơn, Quốc Hùng, Lưu Bích, Như Quỳnh và Thiên Kim)
- TNCD 243: Trả hết cho người (2001)
- TNCD 253: Phố vẫn xưa (2001, với Lưu Bích)
- TNCD 265: Trái tim bên lề (2002)
- TNCD 301: Trái tim tình si (2003)
- TNCD 342: Điên & say (2005)
- TNCD 358: Dạ vũ (2005)
- TNCD 436: Tình yêu ngày mai (2009)

(*) Lưu ý: Những CD nhiều ca sĩ, Trung tâm Thúy Nga chỉ đại diện phát hành hoặc Nguyễn Hưng tham gia với tư cách song ca với ca sĩ chính sẽ không được liệt kê vào đây.

### DVD (tất cả đều do Trung tâm Thúy Nga phát hành)
- The Best of Nguyễn Hưng from Paris By Night (2001)

1. Khổ vì yêu nàng (Tùng Châu & Lê Hựu Hà)
2. Xe hoa một chiếc (Hoàng Thi Thơ)
3. Chỉ riêng mình ta (LV: Lê Xuân Trường)
4. Lãng du (LV: Nguyễn Duy Biên) ft. Kỳ Duyên
5. Hương (Nhật Ngân)
6. Lầm (Lam Phương)
7. Đời tôi là của tôi (Dino Phạm Hoàng Dũng)
8. Bến Thượng Hải (LV: Nhật Ngân) ft. Như Quỳnh
9. Em cứ đi (Lê Vũ)
10. Say (Lam Phương)
11. Xin làm người tình cô đơn (Châu Kỳ)
12. Trả nợ tình xa (Tuấn Khanh) ft. Lưu Bích
13. Nỗi buồn sa mạc (Tú Nhi & Tuấn Lê)
14. Con gái bây giờ (Quốc Hùng)
15. Mưa hạ (Đoàn Châu Nhi)
16. Hoa hồng một đóa (Hoàng Thi Thơ)
17. Tình cho không (LV: Phạm Duy) ft. Kỳ Duyên
18. Tình không đổi thay (Nguyễn Nhất Huy)
19. Hãy cho tôi (Dino Phạm Hoàng Dũng)
20. Trả hết cho người (Lê Hựu Hà)

- The Best òf Nguyễn Hưng 2 from Paris By Night (2004)

1. Điệp vụ tình yêu (Lê Xuân Trường)
2. Chờ một tiếng yêu (Lê Hựu Hà)
3. Hai chiếc bóng cô đơn (Tùng Châu & Lê Hựu Hà) ft. Lưu Bích, Thiên Kim
4. Vũ khúc tình yêu (Lv: Lê Hựu Hà) ft. Lưu Bích
5. Khúc tình buồn (Nguyễn Ngọc Thạch)
6. Trái tim bên lề (Phạm Khải Tuấn)
7. Như là tình yêu (Tuấn Khanh) ft. Loan Châu
8. Vứt đi chữ tình (Tùng Châu & Lê Hựu Hà)
9. Bài không tên số 15 (Vũ Thành An)
10. Yêu (Nhật Trung) ft. Lưu Bích
11. Tôi đưa em sang sông (Nhật Ngân & Y Vũ)
12. Lời nói dối muộn màng (Nguyễn Duy An)
13. Trái tim tình si (Vũ Quốc Việt)
14. Lạc lối (Kim Tuấn) ft. Thủy Tiên
15. Ngày đó (Jo Marcel) ft. Kỳ Duyên
16. Ai về sông Tương (Thông Đạt)
17. Xa em kỷ niệm (LV: Nhật Ngân) ft. Lưu Bích
18. LK Điên (Y Vũ) & Say (Giao Tiên)

- Nguyễn Hưng: Dạ Vũ Quốc Tế (2005)

1. Phần Mở Đầu
2. PASO DOBLE - Malagueña (Ernesto Lecuona) - Nguyễn Hưng, Thùy Vân (Instrument)
3. RUMBA - Ngủ Đi Em (La Soledad - Lời Việt: Lê Hựu Hà) - Nguyễn Hưng, Thùy Vân
4. CHA CHA CHA - Ai Sẽ Là Em (Quien Será - Lời Việt: Vũ Xuân Hùng) - Nguyễn Hưng
5. JIVE - Khi Màn Đêm Xuống (Black Is Black - Lời Việt: Chí Tài) - Nguyễn Hưng, Thùy Vân
6. BOSTON - Buồn Ơi! Chào Mi (Nguyễn Ánh 9)- Nguyễn Hưng, Thùy Vân
7. WALTZ - Giết Tình Gian Dối (Delilah - Lời Việt: Trường Kỳ) - Nguyễn Hưng, Thùy Vân
8. TANGO - Tình Nghĩa Đôi Ta Chỉ Thế Thôi (Lam Phương) - Nguyễn Hưng, Thùy Vân
9. SAMBA - Một Khúc Ca Xưa (Quốc Hùng) - Nguyễn Hưng, Hồ Lệ Thu
10. CHA CHA CHA - Liên Khúc Không 1 & 2 (Nguyễn Ánh 9) - Nguyễn Hưng, Thùy Vân
11. TWIST - Sóng Tình (La Bamba - Lời Việt: Chu Minh Ký) - Nguyễn Hưng
12. SALSA - Men Say Âm Nhạc (Tequila - Lời Việt: Trường Kỳ) - Nguyễn Hưng
13. SLOW - Khi Xưa Ta Bé (You Shot Me Down - Lời Việt: Phạm Duy) - Nguyễn Hưng, Kỳ Duyên
14. Hậu Trường Sân Khấu
15. Phỏng Vấn Nguyễn Hưng

## Trình diễn trong Chương trình thu hình

### Trung tâm Thúy Nga

#### Chương trình Paris By Night
| STT | Tiết mục | Thể hiện với | Hòa âm         | Chương trình                 | Năm  |
| --- | --- | --- | -------------- | ---------------------------- | ---- |
| 1   | Đêm Nguyện Cầu (Lê Minh Bằng) | solo | Lê Văn Thiện   | Paris By Night 26            | 1994 |
| 2   | LK Tiếc Thu (Thanh Trang) Rồi Mai Tôi Đưa Em (Trường Sa) Khi Em Nhìn Anh (Y Vân) Chỉ Là Giấc Mơ Qua (Lời Việt: Nam Lộc) Lời Yêu Thương (Đức Huy) | Kỳ Duyên | Huỳnh Nhật Tân | Paris By Night 26            | 1994 |
| 3   | Trở Về Huế (Văn Phụng) | solo | Lê Văn Thiện   | Paris By Night 27            | 1994 |
| 4   | Vó Câu Muôn Dặm (Văn Phụng) | Duy Quang, Anh Khoa, Ngọc Trọng, Chí Tài, Chí Thiện, Nhất Lý | Chí Tài        | Paris By Night 27            | 1994 |
| 5   | Lầm (Lam Phương) | solo | Chí Tài        | Paris By Night 28            | 1994 |
| 6   | Buồn Ơi Xin Hãy Quên (Hoàng Trọng Thụy) | Ái Vân | Tim Heintz     | Paris By Night 29            | 1994 |
| 7   | LK Người Tình Đẹp Xinh Xinh (Tùng Giang), Bảy Ngày Đợi Mong (Trần Thiện Thanh), Cuộc Tình Xưa (Tùng Giang), Bước Tình Hồng (Nguyễn Trung Cang)   | Kỳ Duyên | Huỳnh Nhật Tân | Paris By Night 29            | 1994 |
| 8   | Lời Tạ Tình (Tuấn Khanh) | Hương Lan | Thanh Lâm      | Paris By Night 31            | 1995 |
| 9   | Vết Thù Trên Lưng Ngựa Hoang (Phạm Duy, Ngọc Chánh)                                                                                              | solo | Tim Heintz     | Paris By Night 31            | 1995 |
| 10  | Người Xa Người (Trần Thiện Thanh) | Kỳ Duyên | Tim Heintz     | Paris By Night 32            | 1995 |
| 11  | Đàn Chim Tha Phương (Đức Huy) | Ái Vân, Elvis Phương, Thanh Hà, Thế Sơn, Mỹ Huyền | Tim Heintz     | Paris By Night 32            | 1995 |
| 12  | Như Đã Dấu Yêu (Đức Huy) | Hương Lan | Tim Heintz     | Paris By Night 33            | 1995 |
| 13  | Đường Xa Ướt Mưa (Đức Huy) | solo | Tim Heintz     | Paris By Night 33            | 1995 |
| 14  | Và Con Tim Đã Vui Trở Lại (Đức Huy) | Đức Huy, Thảo My, Khánh Hà, Duy Quang, Ngọc Lan, Don Hồ, Phi Phi, Henry Chúc, Ái Vân, Dalena, Thanh Hà, Hương Lan, Thế Sơn, Bảo Hân | Tim Heintz     | Paris By Night 33            | 1995 |
| 15  | Về Đây Hỡi Em (LV: Nhật Ngân) | solo |                | Paris By Night 34            | 1995 |
| 16  | Tấm Cám (Nhật Ngân) | Ái Vân, Ái Thanh, Chí Tài | Chí Tài        | Paris By Night 34            | 1995 |
| 17  | Ngựa Phi Đường Xa (Lê Yên) | Thế Sơn, Chí Tài | Chí Tài        | Paris By Night 35            | 1996 |
| 18  | Xóm Đêm (Phạm Đình Chương) | Duy Quang, Thế Sơn |                | Paris By Night 35            | 1996 |
| 19  | Thuyền Hoa (Phạm Thế Mỹ) | Ái Vân | Chí Tài        | Paris By Night 35            | 1996 |
| 20  | Say (Lam Phương) | solo | Tim Heintz     | Paris By Night 36            | 1996 |
| 21  | Tình Lỡ Trăm Năm (LV: Minh Thảo) | Ái Vân |                | Paris By Night 36            | 1996 |
| 22  | Sầu Đông (Khánh Băng) | solo | Tùng Châu      | Paris By Night 37            | 1996 |
| 23  | Chuyện Tình Yêu (LV: Phạm Duy) | Kỳ Duyên | Tùng Châu      | Paris By Night 37            | 1996 |
| 24  | Còn Lại Nỗi Cô Đơn (LV: Nhật Ngân) | solo | Tùng Châu      | Paris By Night 38            | 1996 |
| 25  | Thúy Đã Đi Rồi (Y Vân, Nguyễn Long) | solo |                | Paris By Night 39            | 1997 |
| 26  | Lãng Du (LV: Nguyễn Duy Biên) | Kỳ Duyên |                | Paris By Night 39            | 1997 |
| 27  | Bông Hồng Cài Áo (Phạm Thế Mỹ, Thích Nhất Hạnh)                                                                                                  | solo |                | Paris By Night 40            | 1997 |
| 28  | Hoa Hồng Một Đóa (Hoàng Thi Thơ) | solo | Tim Heintz     | Paris By Night 41            | 1997 |
| 29  | LK Rước Tình Về Với Quê Hương, Tình Ca Trên Lúa, Gạo Trắng Trăng Thanh (Hoàng Thi Thơ)                                                           | Ái Vân, Mỹ Huyền, Hoàng Lan, Thái Châu, Thế Sơn | Tùng Châu      | Paris By Night 41            | 1997 |
| 30  | Mưa Hạ (Đoàn Châu Nhi) | solo |                | Paris By Night 42            | 1997 |
| 31  | Bến Thượng Hải (LV: Nhật Ngân) | Như Quỳnh | Tùng Châu      | Paris By Night 43            | 1998 |
| 32  | Hương (Nhật Ngân) | solo |                | Paris By Night 43            | 1998 |
| 33  | Sao Người Nỡ Quên (Lê Xuân Trường) | solo |                | Paris By Night 44            | 1998 |
| 34  | Tình Cho Không (LV: Phạm Duy) | Kỳ Duyên | Tùng Châu      | Paris By Night 44            | 1998 |
| 35  | Chỉ Riêng Mình Ta (LV: Lê Xuân Trường) | solo | Tim Heintz     | Paris By Night 45            | 1998 |
| 36  | Cafe Một Mình (Ngọc Lễ) | Bảo Ngọc | Tùng Châu      | Paris By Night 46            | 1998 |
| 37  | Con Gái Bây Giờ (Quốc Hùng) | solo | Tùng Châu      | Paris By Night 46            | 1998 |
| 38  | LK Phút Đầu Tiên, Mấy Nhịp Cầu Tre (Hoàng Thi Thơ)                                                                                               | Ái Vân, Hoàng Lan, Elvis Phương | Tùng Châu      | Paris By Night 47            | 1999 |
| 39  | Xe Hoa Một Chiếc (Hoàng Thi Thơ) | solo | Tim Heintz     | Paris By Night 47            | 1999 |
| 40  | Đời Tôi Là Của Tôi (Dino Phạm Hoàng Dũng) | solo | Tùng Châu      | Paris By Night 48            | 1999 |
| 41  | Ôi Quê Nhà (Phan Ni Tấn) | solo |                | Paris By Night 49            | 1999 |
| 42  | Gánh Lúa (Phạm Duy) | Như Quỳnh | Tùng Châu      | Paris By Night 49            | 1999 |
| 43  | Hãy Cho Tôi (Dino Phạm Hoàng Dzũng) | solo | Tùng Châu      | Paris By Night 50            | 1999 |
| 44  | Người Yêu Cô Đơn (Đài Phương Trang) | Thế Sơn, Don Hồ | Tim Heintz     | Paris By Night 50            | 1999 |
| 45  | Khúc Hát Samba (Quốc Hùng) | solo | Tùng Châu      | Paris By Night 51            | 1999 |
| 46  | Mừng Tân Thế Kỷ (Tim Heintz, Randy Petersen, Khúc Lan)                                                                                           | Lynda Trang Đài, Tommy Ngô, Bảo Hân, Spencer Nguyễn, Evan Lê, Phương Vy, Hoàng Ly, Don Hồ, Phi Phi, Loan Châu, Như Quỳnh, Thiên Kim, Trúc Linh, Trúc Lam, Thế Sơn, Lưu Bích | Tim Heintz     | Paris By Night 51            | 1999 |
| 47  | Khổ Vì Yêu Nàng (Tùng Châu, Lê Hựu Hà) | solo |                | Paris By Night 52            | 1999 |
| 48  | Tiếng Dân Chài (Phạm Đình Chương) | Như Quỳnh, Phi Nhung, Hoàng Lan, Thế Sơn |                | Paris By Night 52            | 1999 |
| 49  | Tình Băng Giá (LV: Chu Minh Ký) | Như Quỳnh | Tùng Châu      | Paris By Night 53            | 2000 |
| 50  | Trả Nợ Tình Xa (Tuấn Khanh) | Lưu Bích | Tùng Châu      | Paris By Night 53            | 2000 |
| 51  | Giận Hờn (Ngọc Sơn) | Don Hồ, Thế Sơn | Kim Hansen     | Paris By Night 54            | 2000 |
| 52  | Thói Đời (Trúc Phương) | Don Hồ, Thế Sơn | Kim Hansen     | Paris By Night 54            | 2000 |
| 53  | Nó Và Tôi (Song Ngọc) | Thế Sơn | Kim Hansen     | Paris By Night 54            | 2000 |
| 54  | Lính Nghĩ Gì (Hoài Linh) | Don Hồ, Thế Sơn | Kim Hansen     | Paris By Night 54            | 2000 |
| 55  | Chiều Phi Trường (Lê Uyên Phương) | Don Hồ, Thế Sơn | Kim Hansen     | Paris By Night 54            | 2000 |
| 56  | Dối Trá (Tuấn Khanh) | Lưu Bích | Tùng Châu      | Paris By Night 54            | 2000 |
| 57  | Xin Làm Người Tình Cô Đơn (Châu Kỳ) | solo | Kim Hansen     | Paris By Night 54            | 2000 |
| 58  | Về Với Anh (Tùng Châu, Quốc Dũng) | Don Hồ, Thế Sơn |                | Paris By Night 54            | 2000 |
| 59  | Nếu Một Ngày (Khánh Băng) | Don Hồ, Thế Sơn | Kim Hansen     | Paris By Night 54            | 2000 |
| 60  | LK Khúc Hát Samba, Trống Vắng, Dấu Yêu Trong Hè (Quốc Hùng)                                                                                      | Don Hồ, Thế Sơn, Lưu Bích Thiên Kim, Như Quỳnh, Quốc Hùng | Tùng Châu      | Paris By Night 54            | 2000 |
| 61  | Tình Không Đổi Thay (Nguyễn Ngọc Thiện) | solo | Tùng Châu      | Paris By Night 55            | 2000 |
| 62  | Trả Hết Cho Người (Lê Hựu Hà) | solo | Tùng Châu      | Paris By Night 56            | 2000 |
| 63  | Điệp Vụ Tình Yêu (Lê Xuân Trường) | solo | Tim Heintz     | Paris By Night 57            | 2000 |
| 64  | Chờ Một Tiếng Yêu (Lê Hựu Hà) | solo | Kim Hansen     | Paris By Night 58            | 2001 |
| 65  | Ai Về Sông Tương (Thông Đạt) | solo |                | Paris By Night 59            | 2001 |
| 66  | Hai Chiếc Bóng Cô Đơn (Tùng Châu, Khánh Uyên) | Lưu Bích, Thiên Kim |                | Paris By Night 60            | 2001 |
| 67  | Vũ Khúc Tình Yêu (LV: Lê Hựu Hà) | Lưu Bích |                | Paris By Night 60            | 2001 |
| 68  | Khúc Tình Buồn (Nguyễn Ngọc Thạch) | solo | Tùng Châu      | Paris By Night 61            | 2001 |
| 69  | Trái Tim Bên Lề (Phạm Khải Tuấn) | solo | Tùng Châu      | Paris By Night 62            | 2001 |
| 70  | Như Là Tình Yêu (Tuấn Khanh) | Loan Châu | Tùng Châu      | Paris By Night 62            | 2001 |
| 71  | Vứt Đi Chữ Tình (Tùng Châu, Lê Hựu Hà) | solo |                | Paris By Night 63            | 2002 |
| 72  | Bài Không Tên Số 15 (Vũ Thành An) | solo |                | Paris By Night 64            | 2002 |
| 73  | Lạc Lối (Kim Tuấn) | Thủy Tiên |                | Paris By Night 65            | 2002 |
| 74  | Yêu (Nhật Trung) | Lưu Bích |                | Paris By Night 65            | 2002 |
| 75  | Tôi Đưa Em Sang Sông (Nhật Ngân, Y Vũ) | solo | Tùng Châu      | Paris By Night 66            | 2002 |
| 76  | Lời Nói Dối Muộn Màng (Nguyễn Duy An) | solo | Tim Heintz     | Paris By Night 67            | 2002 |
| 77  | Trái Tim Tình Si (Vũ Quốc Việt) | solo | Tim Heintz     | Paris By Night 68            | 2003 |
| 78  | Xa Em Kỷ Niệm | Lưu Bích | Tùng Châu      | Paris By Night 69            | 2003 |
| 79  | Ngày Đó (Jo Marcel) | Kỳ Duyên |                | Paris By Night 69            | 2003 |
| 80  | Thu Ca (Phạm Mạnh Cương) | solo |                | Paris By Night 70            | 2003 |
| 81  | LK Điên (Y Vũ), Say (Giao Tiên) | solo | Tim Heintz     | Paris By Night 71            | 2003 |
| 82  | Mặc Kệ Tôi (Dino Phạm Hoàng Dzũng) | solo | Tim Heintz     | Paris By Night 72            | 2004 |
| 83  | Trái Tim Đàn Bà (Đài Phương Trang) | solo | Đồng Sơn       | Paris By Night 73            | 2004 |
| 84  | Sa Mạc Tuổi Trẻ (Huỳnh Anh) | solo | Tim Heintz     | Paris By Night 74            | 2004 |
| 85  | Dặm Đường Gió Bụi (LV: Nhật Ngân) | solo |                | Paris By Night 75            | 2004 |
| 86  | Tôi Chưa Có Mùa Xuân (Châu Kỳ) | solo |                | Paris By Night 76            | 2005 |
| 87  | Buồn Vương Màu Áo (Ngọc Trọng) | solo | Tim Heintz     | Paris By Night 77            | 2005 |
| 88  | Lời Cảm Ơn (Ngô Thụy Miên, Hạ Đỏ Bích Phượng) | Khánh Ly, Lệ Thu, Hoàng Oanh, Tuấn Ngọc, Khánh Hà, Như Quỳnh, Minh Tuyết, Bằng Kiều, Thu Phương, Lưu Bích, Thủy Tiên, Bảo Hân, Lương Tùng Quang, Thế Sơn, Trần Thái Hòa, Quang Lê, Như Loan, Loan Châu, Tâm Đoan, Hồ Lệ Thu, Vân Quỳnh, Dương Triệu Vũ |                | Paris By Night 77            | 2005 |
| 89  | Phượng Tìm Hoàng (Châu Kỳ, Đinh Hùng) | solo |                | Paris By Night 78            | 2005 |
| 90  | Hờn Ghen (Nguyễn Minh Anh) | Thùy Vân |                | Paris By Night 79            | 2005 |
| 91  | Chờ Anh Nói Một Lời (Nhật Trung) | Lưu Bích |                | Paris By Night 79            | 2005 |
| 92  | Hãy Mang Đến Những Mùa Xuân (Nguyễn Đức Trung)                                                                                                   | solo |                | Paris By Night 80            | 2006 |
| 93  | Lãng Tử Tình Yêu (LV: Lê Xuân Trường) | solo |                | Paris By Night 81            | 2006 |
| 94  | Ghen (Huỳnh Nhật Tân) | solo |                | Paris By Night 82            | 2006 |
| 95  | Trọn Kiếp Đơn Côi (Nguyễn Ánh 9) | solo |                | Paris By Night 83            | 2006 |
| 96  | Nhớ Anh Đêm Nay (Ngọc Sơn) | Hồ Lệ Thu |                | Paris By Night 84            | 2006 |
| 97  | Xuân Nghệ Sĩ Hành Khúc (Lê Yên) | Thế Sơn, Lương Tùng Quang, Trần Thái Hòa, Quang Lê |                | Paris By Night 85            | 2007 |
| 98  | Đầu Xuân Lính Chúc (Tấn An, Hoài Linh) | solo | Tùng Châu      | Paris By Night 85            | 2007 |
| 99  | Trả Hết Cho Người (Lê Hựu Hà) | David Meng, Sunny Lương | Tùng Châu      | Paris By Night 87            | 2007 |
| 100 | Biết Làm Gì Hơn (Minh Khang) | solo |                | Paris By Night 87            | 2007 |
| 101 | Ngày Em Đi (Lam Phương) | solo |                | Paris By Night 88            | 2007 |
| 102 | Tiễn Bước Sang Ngang (Hoàng Trọng) | solo | Tùng Châu      | Paris By Night 90            | 2007 |
| 103 | Tình Yêu Ngày Mai (Minh Nhiên) | solo |                | Paris By Night 92            | 2008 |
| 104 | Đêm Đông (Nguyễn Văn Thương) | solo |                | Paris By Night 94            | 2008 |
| 105 | LK Chỉ Riêng Mình Ta (LV: Lê Xuân Trường), Khổ Vĩ Yêu Nàng (Tùng Châu, Lê Hựu Hà)                                                                | Thùy Vân | Nhật Trung     | Paris By Night 95            | 2009 |
| 106 | LK Paris By Night Top Hits: Lầm (Lam Phương) | Bảo Hân, Lương Tùng Quang, Hồ Lệ Thu, Trịnh Lam, Quỳnh Vi, Dương Triệu Vũ, Như Loan, Minh Tuyết, Lưu Bích, Don Hồ, Thế Sơn |                | Paris By Night 96            | 2009 |
| 107 | Một Mai Nếu Em Đi (LV: Lê Xuân Trường) | Hồ Lệ Thu |                | Paris By Night 96            | 2009 |
| 108 | Đêm Trắng (Võ Hoài Phúc) | solo |                | Paris By Night 98            | 2009 |
| 109 | Tôi Muốn Nói Yêu Em (Mai Anh Việt) | solo |                | Paris By Night 99            | 2010 |
| 110 | Tôi Muốn Quên Người (Khánh Băng) | solo |                | Paris By Night 100           | 2010 |
| 111 | Vết Thù Trên Lưng Ngựa Hoang (Phạm Duy, Ngọc Chánh)                                                                                              | solo |                | Paris By Night 100 VIP Party | 2010 |
| 112 | Tình Có Như Không (Trần Thiện Thanh) | solo |                | Paris By Night 101           | 2011 |
| 113 | Lầm (Lam Phương) | solo |                | Paris By Night 102           | 2011 |
| 114 | Tình Yêu Không Có Lỗi (Minh Nhiên) | solo | Tùng Châu      | Paris By Night 103           | 2011 |
| 115 | Thuở Ban Đầu (Phạm Đình Chương) | solo | Kim Hansen     | Paris By Night 104           | 2011 |
| 116 | Kim (Y Vũ) | solo |                | Paris By Night 104 VIP Party | 2012 |
| 117 | Tạm Biệt Tình Yêu (Minh Nhiên) | Lưu Bích | Tim Heinz      | Paris By Night 105           | 2012 |
| 118 | Tôi Bán Đường Tơ (Thẩm Oánh) | solo | Kim Hansen     | Paris By Night 106           | 2012 |
| 119 | Lung Linh Hạt Mưa (Quốc Hùng) | solo |                | Paris By Night 106 VIP Party | 2012 |
| 120 | Bánh Xe Lãng Tử (Trọng Khương) | solo |                | Paris By Night 107           | 2013 |
| 121 | LK 60 Năm Cuộc Đời, 20 - 40 (Y Vân) | Như Loan |                | Paris By Night 108           | 2013 |
| 122 | Hát Dưới Cơn Mưa (LV: Thái Thịnh) | solo |                | Paris By Night 109           | 2013 |
| 123 | Hát Mãi Bài Tình Ca (Thái Thịnh) | Minh Tuyết, Như Loan, Tóc Tiên, Như Quỳnh, Don Hồ, Mai Thiên Vân, Hạ Vy, Mạnh Quỳnh, Hương Thủy, Quang Lê, Ngọc Hạ, Trần Thái Hòa, Thế Sơn, Châu Ngọc, Hồ Lệ Thu, Kỳ Phương Uyên, Mai Tiến Dũng, Quỳnh Vi, Trịnh Lam, Lương Tùng Quang, Diễm Sương, Duy Trường, Khánh Lâm, Tommy Ngô, Lynda Trang Đài, Đình Bảo, Ánh Minh, Hương Giang, Anh Tú, Thiên Tôn, Ý Lan, Ngọc Anh, Thu Phương, Giang Tử, Hương Lan, Thái Châu, Quang Dũng, Thanh Hà, Lưu Bích, Tuấn Ngọc, Khánh Hà, Dương Triệu Vũ, Lam Anh, Bằng Kiều, Họa Mi, Elvis Phương |                | Paris By Night 109           | 2013 |
| 124 | Tình Phai (Nguyễn Ngọc Tài) | Lưu Bích |                | Paris By Night 109 VIP Party | 2013 |
| 125 | Khúc Nhạc Ngày Xuân (Nhật Bằng) | solo |                | Paris By Night 110           | 2014 |
| 126 | LK Chờ (Lam Phương), Ai Đi Ngoài Sương Gió (Nguyễn Hữu Thiết)                                                                                    | Ngọc Anh | Kim Hansen     | Paris By Night 111           | 2014 |
| 127 | Cỏ Nhớ Tên Em (Tấn Phát) | solo |                | Paris By Night 120           | 2016 |
| 128 | LK Thôi, Ảo Ảnh (Y Vân) | Ngọc Anh |                | Paris By Night 121           | 2017 |
| 129 | Thôi Đừng Thờ Ơ (LV: Thái Thịnh) | solo |                | Paris By Night 123           | 2017 |
| 130 | Ghen (Trọng Khương, Nguyễn Bính) | solo |                | Paris By Night 124           | 2018 |
| 131 | Bão Tình (Hoàng Trọng, Duy Viêm) | Lưu Bích |                | Paris By Night 126           | 2018 |
| 132 | Tình Trong Dĩ Vãng (Ngọc Trọng) | Hoàng Mỹ An |                | Paris By Night 127           | 2018 |
| 133 | LK Ngày Em Đi (Lam Phương), Hương (Nhật Ngân) | solo | Tùng Châu      | Paris By Night 128 VIP Party | 2018 |
| 134 | Tiếng Hát Nối Hai Bờ Đại Dương (Hamlet Trương)                                                                                                   | Khánh Hà, Don Hồ, Minh Tuyết, Đan Nguyên, Hoàng Mỹ An |                | Paris By Night 128           | 2019 |
| 135 | Tình Hồng Paris (Lam Phương) | Ngọc Anh | Tim Heintz     | Paris By Night 128           | 2019 |
| 136 | Mười Năm Tình Cũ (Trần Quảng Nam) | Kỳ Duyên | Đồng Sơn       | Paris By Night 130           | 2020 |
| 137 | Duyên Chúng Ta Cạn Rồi (Thái Thịnh) | Lưu Bích | Tim Heintz     | Paris By Night 133           | 2022 |
| 138 | Chỉ Cần Ta Ở Bên Nhau (Nguyễn Tiến) | solo | Tim Heintz     | Paris By Night 134           | 2023 |
| 139 | Hơn Một Lời Cảm Ơn (Ngô Minh Tài) | Ngọc Anh, Ý Lan, Tuấn Ngọc, Khánh Hà, Bằng Kiều, Minh Tuyết, Trần Thái Hòa, Lam Anh, Đình Bảo, Kỳ Phương Uyên, Nguyễn Hồng Nhung, Ngọc Hạ, Tuấn Phước, Thiên Tôn, Hương Lan, Hoàng Oanh, Thanh Tuyền, Phương Hồng Quế, Thanh Hà, Quang Dũng, Trường Vũ, Như Quỳnh, Quang Lê, Thái Châu, Họa Mi, Hương Thủy, Băng Tâm, Hoàng Nhung, Hà Thanh Xuân, Trịnh Lam, Phương Yến Linh, Ngọc Ngữ, Châu Ngọc Hà, Tâm Đoan, Mạnh Quỳnh, Phương Loan, Đan Nguyên, Lương Tùng Quang, Như Loan, Hoàng Mỹ An, Như Ý, Lâm Thúy Vân, Myra Trần, Don Hồ  |                | Paris By Night 134           | 2023 |
| 140 | Hư Vô (Vũ Quốc Việt) | solo | Tùng Châu      | Paris By Night 136           | 2024 |

Riêng hai chương trình Paris By Night 93 (Celebrity Dancing) và Paris By Night 97 (Celebrity Dancing 2), Nguyễn Hưng xuất hiện trong vai trò Giám khảo cùng với Khánh Ly, Đức Huy và Shanda Sawyer.

#### Thúy Nga Music Box
| STT | Tên bài hát                                      | Thể hiện với | Chương trình           | Năm  |
| --- | ------------------------------------------------ | ------------ | ---------------------- | ---- |
| 1   | Khổ Vì Yêu Nàng (Tùng Châu, Lê Hựu Hà)           | Solo         | Thúy Nga Music Box #51 | 2022 |
| 2   | Lầm (Lam Phương)                                 | Solo         | Thúy Nga Music Box #51 | 2022 |
| 3   | Cánh Hồng Phai (Dương Khắc Linh, Hoàng Huy Long) | Solo         | Thúy Nga Music Box #51 | 2022 |
| 4   | Tình Yêu Muôn Thưở (Lời Việt: Lê Hựu Hà)         | Thanh Hà     | Thúy Nga Music Box #51 | 2022 |
| 5   | Sầu Đông (Khánh Băng)                            | Solo         | Thúy Nga Music Box #51 | 2022 |
| 6   | Yêu (Nhật Trung)                                 | Thanh Hà     | Thúy Nga Music Box #51 | 2022 |

### Liveshow "Sol Vàng - Thời Gian" (2015) - Chương trình được chiếu trên kênh VTV9
Khách mời: Tóc Tiên, Hoàng Mỹ An, Đông Nhi

## Ca khúc tiêu biểu
- Lầm
- Đường xa ướt mưa
- Say
- Sầu đông
- Hương
- Chỉ riêng mình ta
- Đời tôi là của tôi
- Hãy cho tôi
- Khúc hát samba
- Khổ vì yêu nàng ...

## Phong cách trình diễn
Có thể nói Nguyễn Hưng bén duyên với nghiệp ca hát và nổi tiếng với vai trò ca sĩ khá muộn so với các đồng nghiệp khác (khá giống với trường hợp của nữ ca sĩ Ý Lan), dù trước đây anh đã từng cộng tác với một số trung tâm như Làng Văn nhưng tên tuổi của Nguyễn Hưng chỉ thực sự nổi bật khi trở thành ca sĩ của Trung tâm Thúy Nga bởi phong cách trình diễn cuốn hút. Vốn nổi danh là một vũ sư trước khi trở thành ca sĩ nên khả năng vũ đạo của Nguyễn Hưng được đánh giá là vô cùng điêu luyện và uyển chuyển, anh được coi là nghệ sĩ Việt Nam đi tiên phong trong việc kết hợp giữa ca hát và vũ đạo (cụ thể ở đây là khiêu vũ), điều khiến anh trở thành một hiện tượng của nền âm nhạc Hải ngoại tại thời điểm đó. Ngoài ra, anh còn có khả năng diễn xuất rất tốt trên sân khấu khi liên tục có những màn hóa thân đa dạng như anh công nhân trong Con gái bây giờ, cao bồi trong Sa mạc tuổi trẻ, chiến binh Mông Cổ trong Dặm đường gió bụi...  khi tích cực tập quay súng và múa kiếm cho các tiết mục trên. Anh đặc biệt được khán giả yêu mến khi nhảy Cha-cha-cha và Tango (trên sân khấu) cùng những bước nhảy solo (khi đi show) của mình.
Anh cũng là nghệ sĩ có nhiều tiết mục solo mở màn nhất trên sân sấu Paris By Night (6 tiết mục)
Cho đến thời điểm hiện tại, bên cạnh nhà văn Nguyễn Ngọc Ngạn hay Nguyễn Cao Kỳ Duyên, thì Nguyễn Hưng là nghệ sĩ có ảnh hưởng và đóng góp bên bỉ bậc nhất của Trung tâm Thúy Nga.
Năm 2000, Thúy Nga đã thực hiện chương trình Paris By Night 54: In Concert với tâm điểm là 3 nam ca sĩ Thế Sơn, Nguyễn Hưng và Don Hồ.
Những bạn diễn ăn ý nhất của anh có thể kể đến bao gồm: Kỳ Duyên, Lưu Bích, Thùy Vân, Hồ Lệ Thu, Ngọc Anh, Hoàng Mỹ An,...

## Nhận xét
"Don Hồ hát bằng đôi tay, Nguyễn Hưng hát bằng đôi chân, còn Thế Sơn hát bằng đôi mắt" - Nguyễn Ngọc Ngạn
"Tôi rất vui vì đã được gặp Nguyễn Hưng ở ngoài đời. Tôi nghe anh nhiều trên băng đĩa nhưng hôm nay mới người nhìn bên ngoài. Tôi còn nhớ, có lần tôi du lịch sang Mỹ người ta nói với tôi Nguyễn Hưng sẽ hát một bài của tôi.
Nghe vậy, tôi nói luôn, bài hát đưa cho Nguyễn Hưng phải một là sôi động, hai là sâu sắc. Tôi lập tức sáng tác luôn cho Nguyễn Hưng bài Trái tim đàn bà, nhưng vẫn không gặp được cậu ấy bên đó. Bài này nếu không phải Nguyễn Hưng hát thì không hay.
Bài hát nói về đàn bà làm trái tim đàn ông ê chề nhưng thực ra chưa người đàn bà nào làm Nguyễn Hưng ê chề được.
Nguyễn Hưng là ký ức của tôi, nằm sâu trong tim tôi. Tôi rất mong được gặp Nguyễn Hưng nhưng mấy chục năm qua, đến giờ mới được gặp lần đầu tiên" - Đài Phương Trang

## Chương trình đã tham gia
2012: Thử Thách Cùng Bước Nhảy (Đêm GALA) - Khách mời
2015: Tuyệt Đỉnh Tranh Tài - Giám khảo
2015: Gương Mặt Thân Quen Mùa 3 (Tập 9) - Khách mời
2016: Hãy Nghe Tôi Hát (Mùa 1, Tập 7) - Giám khảo Khách mời
2016: Biệt Đội Tài Năng - Đội trưởng đội H5
2018: Hãy Nghe Tôi Hát (Mùa 3, Tập 10) - Giám khảo Khách mời
2019: Hãy Nghe Tôi Hát (Mùa 4, Tập 9) - Giám khảo Khách mời
2019: Ký Ức Vui Vẻ (Mùa 2, Tập 14) - Khách mời
2020: Ca Sĩ Bí Ẩn (Mùa 4) - Đội nhà
2022: Quý ông đại chiến - Giám khảo

## Thông tin khác
Nguyễn Hưng thường hay có một chút nhầm lẫn về tác giả của ca khúc "Vết Thù Trên Lưng Ngựa Hoang" - Đây vốn là ca khúc được sáng tác bởi Ngọc Chánh (nhạc) và  Phạm Duy (lời). Nhưng trước lúc biểu diễn, Nguyễn Hưng thường hay giới thiệu nhầm thành nhạc của Phạm Duy, lời của Nguyễn Long.